# Rob Epstein
Robert Epstein detto Rob (New Jersey, 6 aprile 1955) è un regista statunitense.

## Biografia
Ha vinto due premi Oscar per il miglior documentario, nel 1985 per The Times of Harvey Milk in coppia con Richard Schmiechen, e nel 1990 per Common Threads: Stories from the Quilt in coppia con Bill Couturié. Con il collega Jeffrey Friedman ha diretto, tra gli altri, Lo schermo velato, ispirato al libro di Vito Russo sulla rappresentazione dei gay nel cinema americano, e Paragraph 175, incentrato sulle vite di gay e lesbiche sopravvissuti ai campi di sterminio nazisti. Nel 2010 dirige, assieme a Friedman, Urlo, film biografico sulla vita di poeta beat Allen Ginsberg, presentato il concorso al Sundance Film Festival e al Festival di Berlino.

## Filmografia parziale

### Regista
- The Times of Harvey Milk (1984) - Documentario
- Lo schermo velato (The Celluloid Closet), co-regia con Jeffrey Friedman (1995) - Documentario
- Paragraph 175, co-regia con Jeffrey Friedman (2000) - Documentario
- Urlo (Howl), co-regia con Jeffrey Friedman (2010)
- Lovelace, co-regia con Jeffrey Friedman (2013)

### Soggetto
- Lo schermo velato (The Celluloid Closet), regia di Robert Epstein e Jeffrey Friedman (1995) - Documentario

### Sceneggiatore
- The Times of Harvey Milk, regia di Robert Epstein (1984) - Documentario
- Urlo (Howl), regia di Robert Epstein e Jeffrey Friedman (2010)

### Produttore
- The Times of Harvey Milk, regia di Robert Epstein (1984) - Documentario
- Paragraph 175, regia di Robert Epstein e Jeffrey Friedman (2000) - Documentario
- Save Me - Salvami (Save Me), regia di Robert Cary (2007)

### Montatore
- The Times of Harvey Milk, regia di Robert Epstein (1984) - Documentario